# Eugenópolis
Eugenópolis är en kommun i Brasilien.   Den ligger i delstaten Minas Gerais, i den sydöstra delen av landet, 800 km sydost om huvudstaden Brasília. Antalet invånare är 10 541.
Omgivningarna runt Eugenópolis är huvudsakligen savann. Runt Eugenópolis är det ganska glesbefolkat, med 25 invånare per kvadratkilometer.